# Mistrzostwa Czterech Narodów w Łyżwiarstwie Figurowym 2016
Mistrzostwa Czterech Narodów w Łyżwiarstwie Figurowym 2016 – zawody łyżwiarstwa figurowego dla reprezentantów państw Grupy Wyszehradzkiej (Czechy, Polska, Słowacja, Węgry). Zawody rozgrywano od 18 do 20 grudnia 2015 roku w Trzyńcu.
Kolejność miejsc zajmowanych przez reprezentantów danego kraju w każdej z konkurencji determinowała wyniki końcowe ich mistrzostw krajowych (2016) w kategorii seniorów.
Wśród solistów triumfował Czech Michal Březina, zaś wśród solistek Słowaczka Nicole Rajičová. W konkurencji par sportowych zwyciężyli reprezentanci Węgier Anna Maria Pearce i Mark Magyar, zaś w parach tanecznych Słowacy Federica Testa i Lukáš Csölley.

## Wyniki

### Soliści
| Poz. | Zawodnik             | Nota łączna | SP    | SP | FS     | FS |
| ---- | -------------------- | ----------- | ----- | -- | ------ | -- |
| 1    | Michal Březina       | 223,55      | 68,83 | 1  | 154,72 | 1  |
| 2    | Igor Rezniczenko     | 183,51      | 64,53 | 2  | 118,98 | 3  |
| 3    | Jiří Bělohradský     | 178,30      | 56,57 | 6  | 121,73 | 2  |
| 4    | Patrick Myzyk        | 171,50      | 56,53 | 7  | 114,97 | 4  |
| 5    | Petr Kolařík         | 167,14      | 62,59 | 3  | 104,55 | 6  |
| 6    | Martin Bidař         | 163,95      | 59,22 | 5  | 104,73 | 5  |
| 7    | Krzysztof Gała       | 160,11      | 59,39 | 4  | 100,72 | 8  |
| 8    | Michael Neuman       | 150,03      | 49,06 | 9  | 100,97 | 7  |
| 9    | Alexander Maszljanko | 147,86      | 47,39 | 11 | 100,47 | 9  |
| 10   | Łukasz Kędzierski    | 145,05      | 50,95 | 8  | 94,10  | 11 |
| 11   | Jan Kurník           | 137,86      | 42,74 | 16 | 95,12  | 10 |
| 12   | Jakub Krsnak         | 133,63      | 47,50 | 10 | 86,13  | 13 |
| 13   | Alexander Borovoj    | 132,37      | 45,34 | 12 | 87,03  | 12 |
| 14   | Marco Klepoch        | 128,19      | 44,99 | 13 | 83,20  | 14 |
| 15   | Mate Borocz          | 125,88      | 42,91 | 15 | 82,97  | 15 |
| 16   | Martin Krhovjak      | 125,86      | 44,52 | 14 | 81,34  | 17 |
| 17   | Wiktor Witkowski     | 119,20      | 37,07 | 17 | 82,13  | 16 |

### Solistki
| Poz. | Zawodniczka               | Nota łączna | SP    | SP | FS     | FS |
| ---- | ------------------------- | ----------- | ----- | -- | ------ | -- |
| 1    | Nicole Rajičová           | 177,05      | 58,39 | 1  | 118,66 | 1  |
| 2    | Ivett Tóth                | 157,88      | 53,19 | 2  | 104,69 | 2  |
| 3    | Fruzsina Medgyesi         | 146,27      | 49,33 | 5  | 96,94  | 3  |
| 4    | Eliška Březinová          | 140,79      | 47,59 | 6  | 93,20  | 4  |
| 5    | Michaela Lucie Hanzliková | 135,74      | 42,89 | 8  | 92,85  | 5  |
| 6    | Anna Dušková              | 135,71      | 52,80 | 3  | 82,91  | 6  |
| 7    | Jelizawieta Ukołowa       | 132,87      | 50,34 | 4  | 82,53  | 7  |
| 8    | Aneta Janiczková          | 117,27      | 43,66 | 7  | 73,61  | 9  |
| 9    | Aleksandra Rudolf         | 110,37      | 33,48 | 15 | 76,89  | 8  |
| 10   | Alexandra Hagarová        | 104,53      | 34,69 | 14 | 69,84  | 10 |
| 11   | Julia Batori              | 104,01      | 37,46 | 10 | 66,55  | 15 |
| 12   | Natalie Kratenová         | 102,78      | 34,69 | 13 | 68,09  | 13 |
| 13   | Agnieszka Rejment         | 102,68      | 35,76 | 12 | 66,92  | 14 |
| 14   | Coco Colette Kaminski     | 101,81      | 33,36 | 16 | 68,45  | 12 |
| 15   | Nina Letenayová           | 101,53      | 37,88 | 9  | 63,65  | 17 |
| 16   | Oliwia Rzepiel            | 101,13      | 31,90 | 18 | 69,23  | 11 |
| 17   | Elżbieta Gabryszak        | 97,88       | 31,53 | 19 | 66,35  | 16 |
| 18   | Laura Raszyková           | 92,94       | 32,91 | 17 | 60,03  | 18 |
| 19   | Miroslava Magulová        | 91,73       | 37,45 | 11 | 54,28  | 19 |
| 20   | Eszter Szombathelyi       | 73,78       | 24,74 | 20 | 49,04  | 20 |

### Pary sportowe
| Poz. | Zawodnicy                       | Nota łączna | SP    | SP | FS    | FS |
| ---- | ------------------------------- | ----------- | ----- | -- | ----- | -- |
| 1    | Anna Maria Pearce / Mark Magyar | 112,76      | 38,63 | 1  | 74,13 | 1  |

### Pary taneczne
| Poz. | Zawodnicy                           | Nota łączna | SD | SD    | FD | FD    |
| ---- | ----------------------------------- | ----------- | -- | ----- | -- | ----- |
| 1    | Federica Testa / Lukáš Csölley      | 160,26      | 1  | 64,22 | 1  | 96,04 |
| 2    | Natalia Kaliszek / Maksym Spodyriew | 149,26      | 2  | 59,32 | 2  | 89,94 |

## Medaliści mistrzostw krajowych
| Państwo  | Konkurencja   | Złoto                               | Srebro                    | Brąz                  |
| -------- | ------------- | ----------------------------------- | ------------------------- | --------------------- |
| Czechy   | Soliści       | Michal Březina                      | Jiří Bělohradský          | Petr Kolařík          |
| Czechy   | Solistki      | Eliška Březinová                    | Michaela Lucie Hanzlíková | Anna Dušková          |
| Czechy   | Pary sportowe | DNS                                 | DNS                       | DNS                   |
| Czechy   | Pary taneczne | DNS                                 | DNS                       | DNS                   |
| Polska   | Soliści       | Igor Rezniczenko                    | Patrick Myzyk             | Krzysztof Gała        |
| Polska   | Solistki      | Aleksandra Rudolf                   | Agnieszka Rejment         | Coco Colette Kaminski |
| Polska   | Pary sportowe | DNS                                 | DNS                       | DNS                   |
| Polska   | Pary taneczne | Natalia Kaliszek / Maksym Spodyriew | DNS                       | DNS                   |
| Słowacja | Soliści       | Michael Neuman                      | Jakub Kršňák              | Marco Klepoch         |
| Słowacja | Solistki      | Nicole Rajičová                     | Alexandra Hagarová        | Nina Letenayová       |
| Słowacja | Pary sportowe | DNS                                 | DNS                       | DNS                   |
| Słowacja | Pary taneczne | Federica Testa / Lukáš Csölley      | DNS                       | DNS                   |
| Węgry    | Soliści       | Alexander Maszljanko                | Alexander Borovoj         | Mate Borocz           |
| Węgry    | Solistki      | Ivett Tóth                          | Fruzsina Medgyesi         | Julia Batori          |
| Węgry    | Pary sportowe | Anna Maria Pearce / Mark Magyar     | DNS                       | DNS                   |
| Węgry    | Pary taneczne | DNS                                 | DNS                       | DNS                   |